# Felix Kammerer
Felix Kammerer (Viena, 19 de septiembre de 1995) es un actor austriaco.

## Biografía
Hijo de Angelika Kirchschlager y Hans Peter Kammerer, ambos cantantes de ópera. Realizó sus estudios en la Academia de Artes Dramáticas Ernst Busch en Berlín. Miembro del conjunto del Burgtheater de Viena. Hizo su debut en la pantalla grande en la adaptación al idioma alemán de 2022 de Sin novedad en el frente, el personaje principal y la figura central de la historia interpretando a Paul Bäumer.
Fue galardonado con el premio Bafta en 2023.

## Filmografía
- 2022, Sin novedad en el frente
- 2024, Eden

## Premios
- 2022, Premio Nestroy
- 2023, Premio BAFTA
- 2023, nominación Premio del Cine Alemán, en la categoría mejor protagonista masculino.[3]
- 2023, Premio Caras Nuevas, premio especial del jurado.[4][5]